# Конгсвингер
Конгсвингер (норв. Kongsvinger) — коммуна в губернии Хедмарк в Норвегии. Административный центр коммуны — город Конгсвингер. Официальный язык коммуны — букмол. Население коммуны на  год составляло 17 361 чел. Площадь коммуны Конгсвингер — 1036,14 км², код-идентификатор — 0402.

## История населения коммуны
Население коммуны за последние 60 лет.

Статистика коммуны Конгсвингер

## Герб
Герб был дарован коммуне 25 июня 1926 года.
На гербе изображена крепость Конгсвингер (нор.) над рекой Гломма. Крепость (форт) имела важное военное значение и была ключевым оборонительным пунктом на востоке Норвегии. Цвета герба совпадают с цветами национального флага.
Город использует герб вместе с короной, которая, однако, не была официально пожалована городу.